# Galumna texana
Galumna texana är en kvalsterart som beskrevs av Banks 1906. Galumna texana ingår i släktet Galumna och familjen Galumnidae. Inga underarter finns listade i Catalogue of Life.